# Ludovico Donato
Ludovico Donato, O.F.M. (Veneza, ca. 1305 - Génova, em dezembro de 1385 ou 11 de janeiro de 1386) foi um cardeal italiano do século XIV. Foi executado por ordem do Papa Urbano VI, acusado de conspiração.

## Biografia
Ludovico Donato nasceu na paróquia de S. Martino, Veneza. De uma família modesta, diferente de uma patrícia de mesmo nome, cujas armas ele atribuiu a si mais tarde. Ele também é listado como Ludovicus de Venetiis e seu sobrenome como Donà. Entrou para a Ordem dos Frades Menores, ainda jovem, no convento de S. Maria dei Frari em Veneza. Pertenceu à província franciscana de Veneza.
No capítulo geral celebrado em Estrasburgo em 1361, foi nomeado lector principalis no Studium generale de Pisa, enviado em 17 de junho, pelo ministro geral da ordem, Marco da Viterbo, futuro cardeal. Promovido a magister em teologia pelo papa em 15 de março de 1363. Inquisidor em Veneza. Eleito procurador-geral de sua ordem e depois 25º ministro geral no capítulo geral celebrado em Esztergom em 1379.
Criado cardeal-presbítero no consistório de 21 de dezembro de 1381; recebeu o título de S. Marco por volta de 1382. Foi o primeiro cardeal veneziano. Em março de 1382, foi enviado a Nápoles pelo papa, com os cardeais Bartolomeo Mezzavaca e Niccolò Caracciolo Moschino, OP, para pedir ao rei Carlo Durazzo de Nápoles que concedesse ao sobrinho do papa o principado que ele havia prometido a ele; a missão não teve sucesso.
O cardeal foi acusado de conspirar contra o Papa Urbano VI, juntamente com os cardeais Giovanni da Amelia, Gentile di Sangro, Adam Easton, OSB, Bartolomeo da Cogorno, OFM, e Marino Giudice; eles foram presos em um consistório público e encarcerados no Castelo de Nocera Umbria em 11 de janeiro de 1385. Foram submetidos a tortura; quando o papa teve que deixar Nocera, forçado pelo exército do rei de Nápoles, ele levou os cardeais acusados com ele para Génova; todos, exceto o cardeal Easton, que foi liberto, foram executados em Gênova em dezembro de 1385 ou 11 de janeiro de 1386; diz-se que o cardeal Donato foi decapitado. Enterrado na igreja franciscana em Génova.